# Gmina Urszulin
Die Gmina Urszulin ist eine Landgemeinde im Powiat Włodawski der Woiwodschaft Lublin in Polen. Ihr Sitz ist das gleichnamige Dorf mit etwa 1000 Einwohnern.

## Gliederung
Zur Landgemeinde (gmina wiejska) Urszulin gehören folgende Ortschaften mit einem Schulzenamt:
Andrzejów
Babsk
Borysik
Dębowiec
Grabniak
Jamniki
Kozubata
Łomnica
Michałów
Nowe Załucze
Przymiarki
Sęków
Stare Załucze
Sumin
Urszulin
Wereszczyn
Wiązowiec
Wielkopole
Wincencin
Wola Wereszczyńska
Wólka Wytycka
Wytyczno
Zabrodzie
Zastawie
Zawadówka
Weitere Orte der Gemeinde sind:
Babsk (kolonia)
Andrzejów-Osada
Bieleckie
Dyszczytno
Grobelki
Łowiszów
Kalinówka
Koło Młyna
Olszowo
Pod Bubnowem
Wujek
Zarudka

## Kirche
Die Pfarrkirche der Gemeinde Christus der Barmherzige wurde in den Jahren 1985 bis 1987 gebaut. Die römisch-katholische Gemeinde Christus der Barmherzige selbst wurde 1990 gegründet. Kirchenbücher sind seit 1990 vorhanden. Der Gemeinde sind folgende Ortschaften zugeordnet:
- Andrzejów (3 km)
- Dębowiec (3 km)
- Garbatówka (7 km)
- Grabniak (9 km)
- Kozubata (2 km)
- Sumin (3 km)
- Urszulin
- Wiązowiec (3 km)
- Zabrodzie (2 km)

Weiterhin besteht eine Kapelle in Garbatówka (Gmina Cyców). Pfarrer der Gemeinde ist Marian Franczuk, weiterer Geistlicher Jarosław Brzeziński.